# Luís Paulino de Oliveira Pinto da França

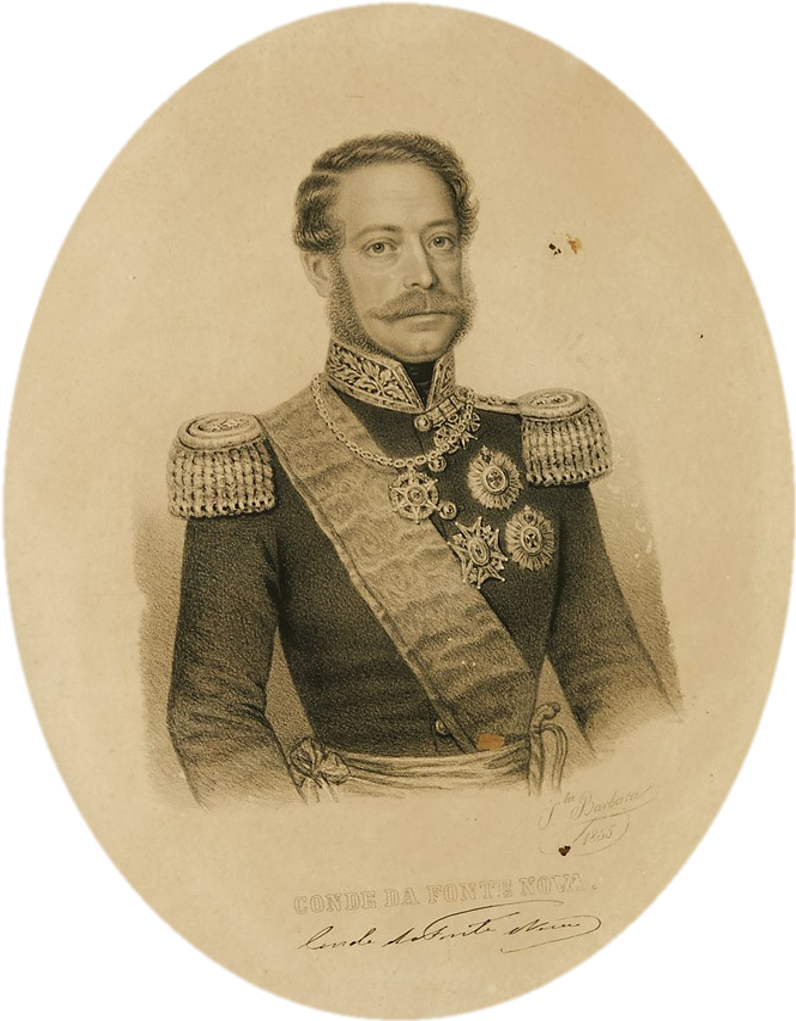
O Conde da Fonte Nova, em gravura de 1855

Luís Paulino de Oliveira Pinto da França (Bahia, 1821 — Lisboa, 1868) foi um nobre e militar luso-brasileiro, o 2º conde da Fonte Nova. Devotado à casa de Bragança teve papel de destaque na vitória das forças legalistas sobre os revolucionários pernambucanos de 1817.
Filho de Bento da França Pinto d'Oliveira, marechal-de-campo e tenente-general do Exército Português e 1º Conde de Fonte Nova, e de Maria José Tovar Pereira da Costa.
Casou-se com Maria de Jesus Bárbara Machado de Castelo-Branco, filha do 1º conde da Figueira, não deixando descendência.

## Cargos, títulos e comendas
- 2º Conde da Fonte Nova
- Par do Reino (C. R. de 5-VIII-1853)
- Fidalgo Cavaleiro da Casa Real, por sucessão de seus maiores
- 3º Administrador do Morgado da Fonte Nova, 4º e último Morgado da Fonte Nova
- Comendador da Ordem Militar de Cristo
- Cavaleiro das Ordens de S. Bento de Avis, da Torre e Espada e de NªSªda Conceição de Vila Viçosa
- Coronel da Arma de Infantaria
- Secretário do Tribunal Superior da Guerra e da Marinha